# Коммерциализация космической деятельности
Коммерциализация космической деятельности — использование космической техники для коммерческой деятельности.
Изначально освоение космического пространства во всех странах, которые в этом участвовали, происходило только на средства государств в научных, а также военных целях. Немалую роль в этом также играли и продолжают играть соображения престижа государств. Но затем выяснилось, что космическая деятельность способна приносить доход, и к ней проявил интерес частный сектор.

## История
Уже в 1960-е годы в США появились коммерческие проекты спутниковой связи (1962 год — спутник TELSTAR I, первый спутник AT&T для связи через Атлантический океан, 1965 год — спутник Early Bird для INTELSAT).
В 1980-е годы французская компания Arianespace начала оказывать коммерческие услуги по запуску спутников; началась продажа информации (снимков), полученной при дистанционном зондировании Земли (коммерциализация американской программы Landsat и французской программы SPOT). В 1992 году продажу спутниковых снимков начала американская компания DigitalGlobe.
Переход России к рыночной экономике в 1990-е годы вывел на рынок космических услуг и российскую космонавтику (компании International Launch Services, Eurockot Launch Services, Sea Launch).
В 1990-е годы начали активно развиваться коммерческие проекты низкоорбитальных группировок спутников связи (Iridium, Teledesic, Globalstar). 
В 2001 году начался космический туризм (первым космическим туристом стал Деннис Тито, посетивший МКС).
В 2000-х годах предприниматели начали проектировать — а к 2010-м — развертывать космические системы, конкурентоспособные по сравнению с государственными системами первых десятилетий космической эры.
В 2020 году произошёл первый пилотируемый (тестовый) полёт к МКС по программе Commercial Crew Program на частном корабле компании SpaceX Crew Dragon, а в 2021 году компания Space X обеспечила космический полёт Inspiration4 корабля Crew Dragon с экипажем, все участники которого являются космонавтами-любителями.
В 2005 году выручка от коммерческой деятельности в космосе во всем мире составила $110 млрд, а в 2020 году — уже 357 млрд долл. Есть прогнозы, что к 2040 году она составит 1 трлн долл.

## Основные направления
- продажа информации, полученной при дистанционном зондировании Земли (ДЗЗ);
- продажа услуг спутниковой связи и спутниковой навигации;
- космический туризм;
- работы в условиях микрогравитации (более 50 компаний уже проводят исследования и разработки на МКС — например компания Procter & Gamble после проведения экспериментов по изучению коллоидов создала новые потребительские продукты с более низкой себестоимостью, более высокого качества и с большим сроком хранения, компания Merck проводила исследование противоракового препарата — суспензии пембролизумаба, которую создавали одновременно в космосе и на Земле. Космическая, в отличие земной, получилась более однородной и потому более качественной[5]).